# 駝背白鮭
駝背白鮭，為輻鰭魚綱鮭形目鮭科的一種，為溫帶淡水魚，分布於北極圈沿岸淡水、半鹹水、海域，體長可達50公分，棲息在沿岸底中層水域，會進行洄游，以甲殼類、軟體動物及魚類為食，生活習性不明，可做為食用魚及養殖魚。